# Mas Mercadé (la Secuita)
El Mas Mercadé és una masia eclèctica de la Secuita (Tarragonès) inclosa a l'Inventari del Patrimoni Arquitectònic de Catalunya.

## Descripció
Mas que tracta de reproduir l'estructura d'un casal o mas fortificat. Té un cos central format per planta baixa i dos pisos, amb senzilles finestres quadrangulars, i una petita tronera adossada a l'angle dret de la façana, al nivell del segon pis. Al costat esquerre hi ha una torre, de planta quadrada, que sobrepassa força l'alçada de l'edifici i és coberta amb una petita teulada a quatre vessants de ceràmica de colors; al pis més alt, hi ha una finestra doble de tipus geminat. Precedeix l'entrada un petit pati o jardí que queda tancat per un mur o marge de pedra i reble.